# Danba
Danba (en chino, 丹巴; pinyin, Dānbā) también conocida por su nombre tibetano Rongzhag (en tibetano: རོང་བྲག, wylie: rong brag, ZWPY: Rongzhag) es un condado bajo la administración directa de la Prefectura Garze. Se ubica al oeste de la provincia de Sichuan, en el corazón geográfico de la República Popular China. Su área es de 4506 km² y su población total para 2010 superó los 60 mil habitantes,

## Administración
El condado de Danba se divide en 11 pueblos que se administran en 9 poblados y 2 villa.

## Toponimia
El condado se estableció a finales de la dinastía Qing y su nombre proviene de los primeros sinogramas de los tres jefes (Dandong, Badi y Bawang). Su nombre tibetano Rongzhag significa 'área agrícola en la roca'.

## Torres
Danba es el lugar con la mayor concentración y cantidad de antiguas torres de piedra en China, y cuenta con la reputación de ser el 'Reino de las Mil Torres'. Las torres de piedra de Danba son estructuras arquitectónicas de madera y piedra. Las torres más antiguas que aún se conservan fueron construidas durante la dinastía Han, hace más de 2000 años, y las más recientes se construyeron durante el reinado del emperador Qianlong de la dinastía Qing. Las torres de piedra tienen entre 16 y 17 pisos, con una estructura más ancha en la base y más estrecha en la parte superior. Las ventanas son estrechas en el exterior y anchas en el interior, lo que permitía defenderse eficazmente de flechas que pudieran entrar por las ventanas, mientras que el interior más amplio facilitaba la defensa, la observación del exterior y el lanzamiento de flechas hacia afuera. En Danba, actualmente se conservan 562 torres de piedra antiguas.

## Clima
| Parámetros climáticos promedio de Danba (1981−2010) | Parámetros climáticos promedio de Danba (1981−2010) | Parámetros climáticos promedio de Danba (1981−2010) | Parámetros climáticos promedio de Danba (1981−2010) | Parámetros climáticos promedio de Danba (1981−2010) | Parámetros climáticos promedio de Danba (1981−2010) | Parámetros climáticos promedio de Danba (1981−2010) | Parámetros climáticos promedio de Danba (1981−2010) | Parámetros climáticos promedio de Danba (1981−2010) | Parámetros climáticos promedio de Danba (1981−2010) | Parámetros climáticos promedio de Danba (1981−2010) | Parámetros climáticos promedio de Danba (1981−2010) | Parámetros climáticos promedio de Danba (1981−2010) | Parámetros climáticos promedio de Danba (1981−2010) |
| Mes                                                 | Ene.                                                | Feb.                                                | Mar.                                                | Abr.                                                | May.                                                | Jun.                                                | Jul.                                                | Ago.                                                | Sep.                                                | Oct.                                                | Nov.                                                | Dic.                                                | Anual                                               |
| --------------------------------------------------- | --------------------------------------------------- | --------------------------------------------------- | --------------------------------------------------- | --------------------------------------------------- | --------------------------------------------------- | --------------------------------------------------- | --------------------------------------------------- | --------------------------------------------------- | --------------------------------------------------- | --------------------------------------------------- | --------------------------------------------------- | --------------------------------------------------- | --------------------------------------------------- |
| Temp. máx. abs. (°C)                                | 23.2                                                | 28.8                                                | 33.5                                                | 36.5                                                | 36.8                                                | 37.2                                                | 37.7                                                | 39.0                                                | 35.4                                                | 32.0                                                | 25.3                                                | 19.2                                                | '                                                   |
| Temp. máx. media (°C)                               | 11.3                                                | 15.0                                                | 19.6                                                | 23.9                                                | 26.4                                                | 27.0                                                | 28.8                                                | 28.9                                                | 25.2                                                | 20.9                                                | 16.6                                                | 11.7                                                | 21.3                                                |
| Temp. media (°C)                                    | 4.7                                                 | 7.9                                                 | 12.0                                                | 15.9                                                | 18.7                                                | 20.0                                                | 21.8                                                | 21.8                                                | 18.7                                                | 14.6                                                | 9.6                                                 | 5.1                                                 | 14.2                                                |
| Temp. mín. media (°C)                               | -0.9                                                | 2.1                                                 | 6.0                                                 | 9.7                                                 | 12.9                                                | 15.2                                                | 17.0                                                | 16.9                                                | 14.2                                                | 10.2                                                | 4.3                                                 | -0.5                                                | 8.9                                                 |
| Temp. mín. abs. (°C)                                | -7.0                                                | -5.2                                                | -3.4                                                | 2.3                                                 | 4.7                                                 | 8.4                                                 | 10.8                                                | 10.1                                                | 7.3                                                 | 1.9                                                 | -3.4                                                | -7.2                                                | '                                                   |
| Precipitación total (mm)                            | 0.8                                                 | 1.3                                                 | 14.3                                                | 41.0                                                | 79.4                                                | 129.3                                               | 108.5                                               | 86.8                                                | 105.8                                               | 46.9                                                | 6.7                                                 | 0.7                                                 | 621.5                                               |
| Humedad relativa (%)                                | 41                                                  | 39                                                  | 40                                                  | 45                                                  | 51                                                  | 63                                                  | 64                                                  | 61                                                  | 64                                                  | 60                                                  | 52                                                  | 46                                                  | 52.2                                                |
| Fuente: China Meteorological Data Service Center    |                                                     |                                                     |                                                     |                                                     |                                                     |                                                     |                                                     |                                                     |                                                     |                                                     |                                                     |                                                     |                                                     |